# Брус Главер
Брус Херберт Главер (енгл. Bruce Herbert Glover; Чикаго, 2. мај 1932 — Лос Анђелес, 12. март 2025) био је амерички позоришни, филмски и ТВ глумац.
Глумио је у бројним филмовима и серијама, а најпознатији је по филму Дијаманти су вечни (1971). Појавио се у филмовима Шериф из државе Тенеси (1973), Кинеска четврт (1974), Гвоздена песница (1975) и многим другим.